# Minneapolis Institute of Art
Minneapolis Institute of Art, Mia, är ett amerikanskt konstmuseum i Minneapolis i Minnesota i USA som invigdes 7 januari 1915. Det hade sitt ursprung i föreningen Minneapolis Society of Fine Arts som grundats 1883. Lejonparten av medlen som krävdes för att bygga museet och de första samlingarna samlades in under en välgörenhetsmiddag där 73 av Minneapolis rikaste personer skänkte 350 000 dollar, motsvarande drygt 7 miljoner dollar i 2015 års värde. Redan från början ville grundarna att museet skulle vara tillgängligt för alla och därför bestämdes att minst tre dagar i veckan och alla helgdagar skulle ha gratis inträde.
Vid invigningen ägde museet 327 föremål, resten lånades in. Hundra år senare ägde museet närmare 100 000 föremål, främst teckningar och tryck men även målningar, skulpturer och föremål från Afrika, Asien och Nordamerikas indianer.

## Namnet
Museet grundades och döptes till Minneapolis Institute of Arts i en tid när amerikanska städer tävlade om det finaste konstmuseet och inspirerades av Art Institute of Chicago. Samtidigt ansågs museum vara en död utställningsform, snarast att jämföra med att förvara och bevara. Därför valde grundarna att inte ha med ordet museum utan istället "institute", ungefär institut. Ett institut ansågs mer levande och skulle visa att det även fanns utbildning och plats för skapande, forskning och utveckling. De valde också att sätta pluraländelse på "arts", det vill säga "konsterna". Detta för att markera att museet inte bara erbjöd skulpturer och målningar utan även till exempel musik och teater.
Museet blev med tiden känt under akronymen MIA, vilket även användes av museet självt i marknadsföring. Det är även en akrononym för "Missing in Action", ungefär "saknad i strid". Under hundraårsjubileet 2015 valde museet att förändra de båda namnen, genom att avversalisera förkortningen till Mia, och ta bort pluraländelsen.